# Instrumento de percusión

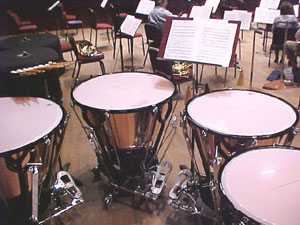
Timbales

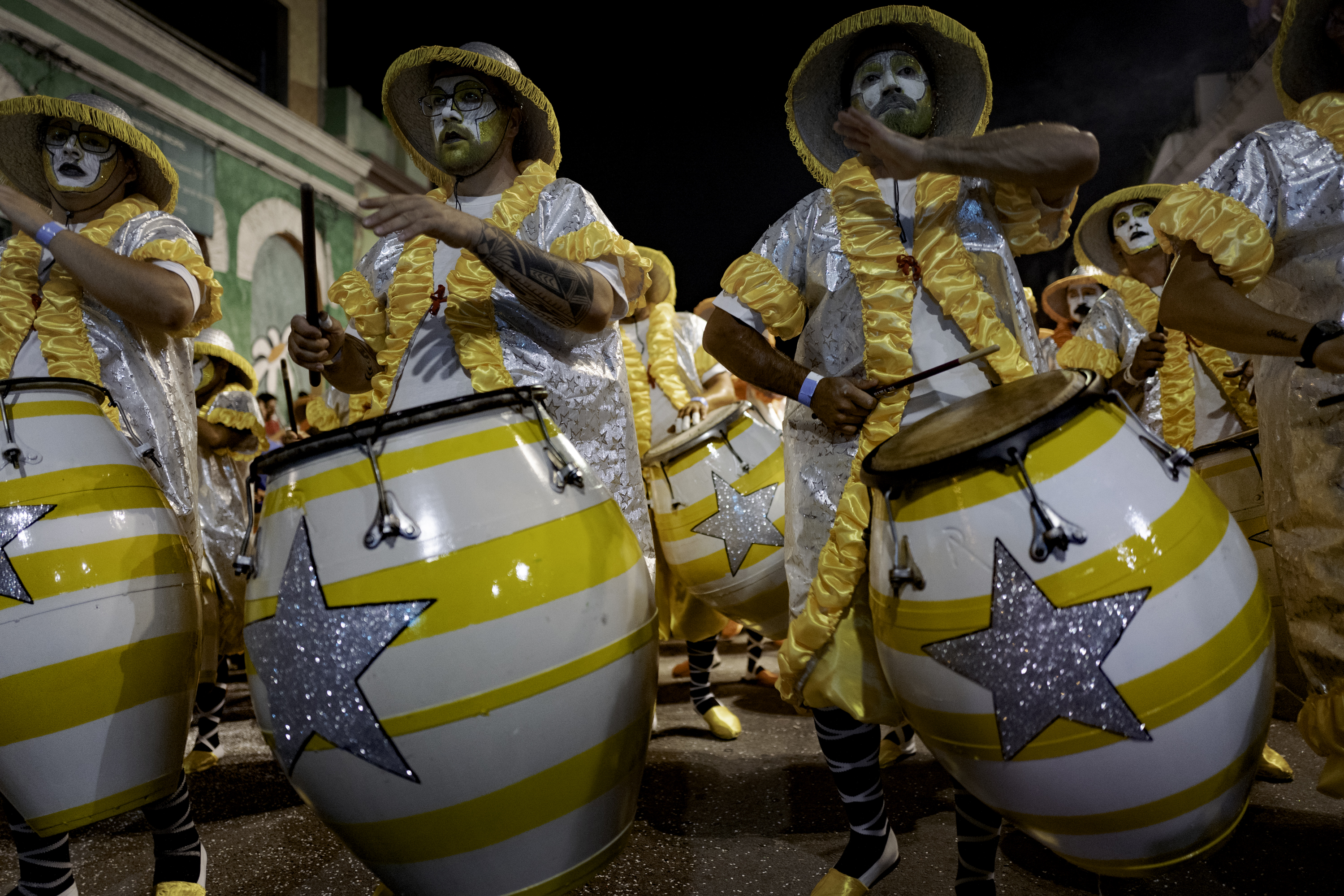
Cuerda de tambores de candombe de una de las comparsas participantes del desfile de llamadas en Montevideo, Uruguay. 2019

Un instrumento de percusión es un tipo de instrumento musical que suena al ser golpeado, agitado o raspado por una baqueta, mazo o palillo incluyendo batidores adjuntos o cerrados o sonajeros golpeados, raspados o frotados con la mano o golpeados contra otro instrumento similar. Excluyendo los instrumentos de zoomusicología y la voz humana, se cree que la familia de la percusión incluye los instrumentos musicales más antiguos.
La sección de percusión de una orquesta suele contener instrumentos como los timbales, el bombo, los platillos, el triángulo y la pandereta. Sin embargo, la sección también puede contener instrumentos no percutivos, como silbato y sirena, o una caracola soplada. Las técnicas de percusión pueden aplicarse incluso al propio cuerpo humano, como en la percusión corporal. Por otro lado, los instrumentos de teclado, como la celesta, no suelen formar parte de la sección de percusión, pero están incluidos los instrumentos de percusión de teclado como el glockenspiel y el arpa (que no tienen teclados de piano).
Excluyendo los instrumentos zoomusicología y la voz humana, se cree que la familia de la percusión incluye los instrumentos musicales más antiguos. A pesar de ser un término muy común para designar instrumentos, y para relacionarlos con sus intérpretes, los percusionistas, la percusión no es una categoría clasificatoria sistemática de instrumentos, tal y como la describe el campo científico de la organología. A continuación se muestra que los instrumentos de percusión pueden pertenecer a las clases organológicas de idiófono, membranófono, aerófono e cordófono.
La percusión se distingue por la variedad de timbres que es capaz de producir y por su facilidad de adaptación con otros instrumentos musicales. Cabe destacar que puede obtenerse una gran variedad de sonidos según las distintas baquetas o mazos que se usan para golpear algunos de los instrumentos de percusión.
Un instrumento de percusión puede ser usado para crear patrones de ritmos (batería, tam-tam, caja vallenata, entre otros) o bien para emitir notas musicales (xilófono).

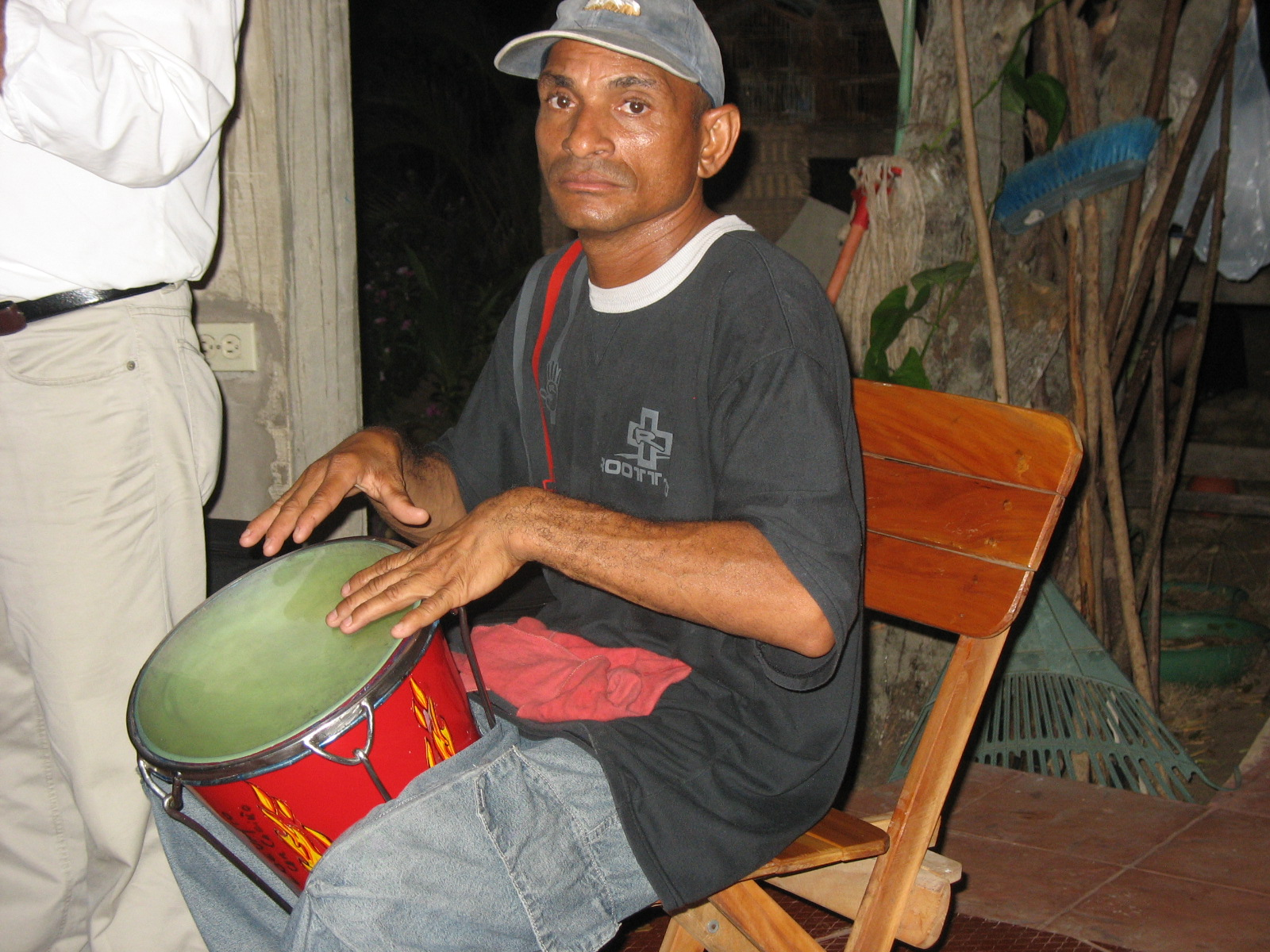
Cajero tocando una caja vallenata

Suele acompañar a otros con el fin de crear y mantener el ritmo. Algunos de los instrumentos de percusión más famosos son el tambor con sus redobles y la batería.
La sección de percusión de una orquesta contiene más comúnmente instrumentos como los timbales o timbales de concierto caja, bombo, pandereta, pertenecientes a los membranófonos, y címbalos y. triángulo, que son idiófonos. Sin embargo, la sección también puede contener aerófonos, como silbatos y sirenas, o una caracola soplada. Las técnicas de percusión pueden aplicarse incluso al propio cuerpo humano, como en la percusión corporal. Por otro lado, los instrumentos de teclado, como la celesta, no suelen formar parte de la sección de percusión, pero sí se incluyen instrumentos de percusión de teclado como el glockenspiel y el xilófono (que no tienen teclado de piano).
Los instrumentos de percusión suelen dividirse en dos clases: Instrumentos de percusión afinada, que producen notas con un tono identificable, e instrumentos de percusión no afinada, que producen notas o sonidos en un tono indefinido.

## Notación de percusión
La música para instrumentos de percusión afinada puede ser notada en un pentagrama con las mismas agudos y bajos utilizadas por muchos instrumentos no percusivos. La música para instrumentos de percusión sin afinación definida puede anotarse con una clave de percusión. La guitarra también tiene un pentagrama especial. Más a menudo se sustituye la clave rítmica por una clave de fa.Basado en la reserva anterior

## Clasificación

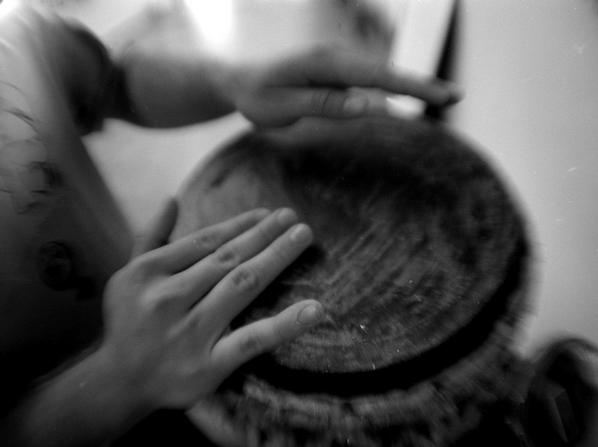
Atabaque

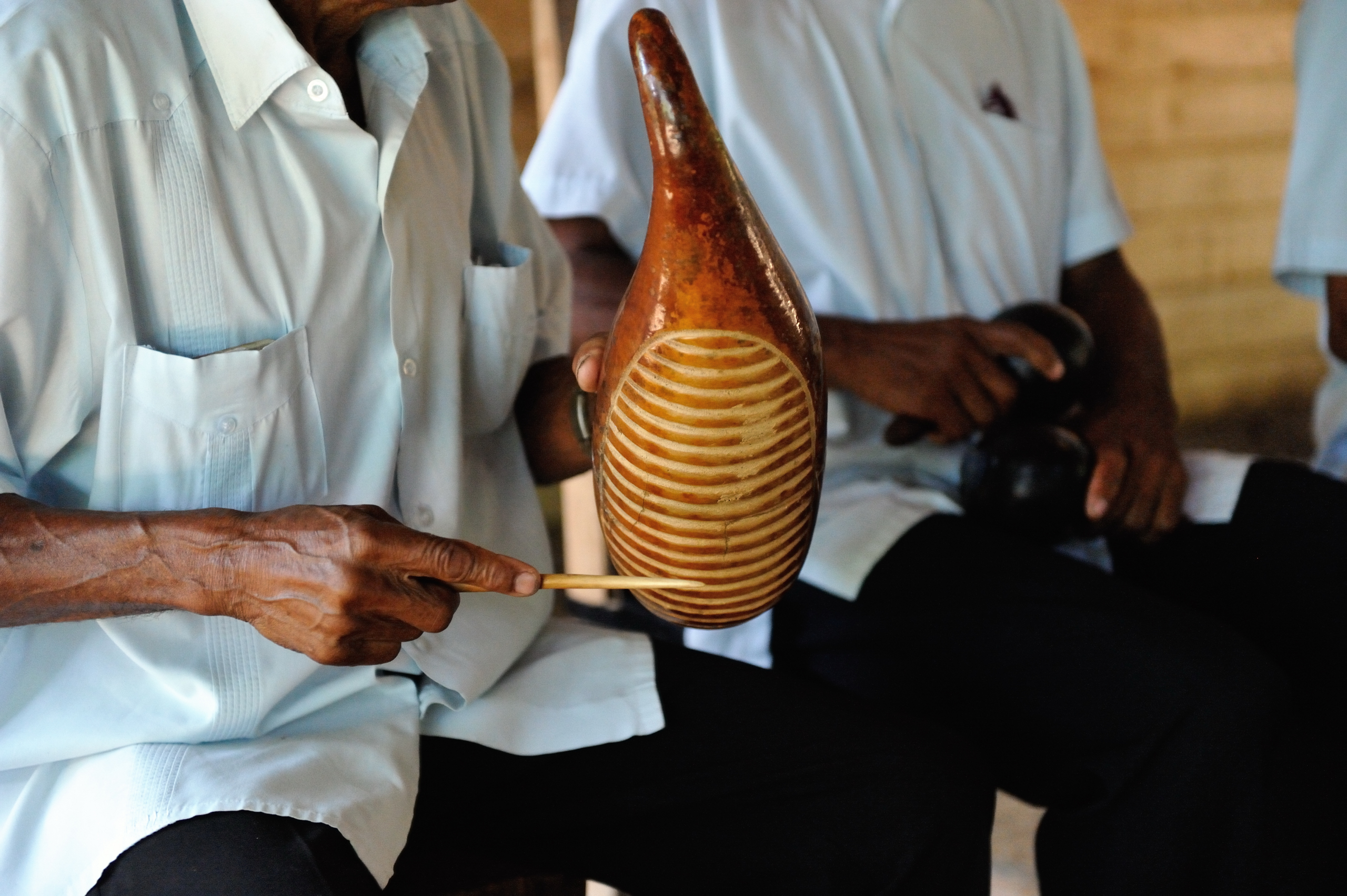
Tocadores de güiro y maracas

Los instrumentos de percusión se clasifican según varios criterios, a veces dependiendo de su construcción, origen étnico, función dentro de la teoría musical y la orquestación, o su relativa prevalencia en el conocimiento común.
La palabra percusión deriva del verbo latino percussio, golpear en el sentido musical, y del sustantivo percussus, golpear. Como sustantivo en inglés contemporáneo, Wikcionario lo describe como la colisión de dos cuerpos para producir un sonido. El término no es exclusivo de la música, sino que tiene aplicación en medicina y armamento, como en gorra de percusión. Sin embargo, todos los usos conocidos de percusión parecen compartir un linaje similar que comienza con el latín original percussus. En un contexto musical, pues, los instrumentos de percusión pueden haber sido acuñados originalmente para describir una familia de instrumentos musicales que incluían tambores, sonajas, placas de metal o bloques que los músicos golpeaban o percutían para producir sonido.
El sistema Hornbostel-Sachs no tiene una sección de alto nivel para percusión. La mayoría de los instrumentos de percusión, tal y como se entiende normalmente el término, se clasifican como idiófonos y membranófonos. Sin embargo, el término percusión se utiliza en los niveles inferiores de la jerarquía Hornbostel-Sachs, incluso para identificar instrumentos golpeados con un objeto no sonoro, ya sea la mano, un palo, un percutor o contra un objeto no sonoro cuerpo humano, el suelo. Esto se opone a la percusión, que se refiere a instrumentos con dos o más partes sonoras complementarias que golpean una contra otra y otros significados. Por ejemplo:
Los instrumentos de percusión pueden clasificarse en dos categorías según la afinación:
- De altura definida (afinados): Los que producen notas identificables. Es decir, aquellos cuya altura de sonido está determinada.
Algunos son: el timbal, el vibráfono, la campana, la campana tubular, los tambores metálicos de Trinidad o el Glockenspiel, que es como un xilófono pero con láminas de metal.
- De altura indefinida (no afinados): Los que producen notas no identificables, es decir, producen notas de una altura indeterminada.

Entre ellos están: el bombo, la caja, el cajón, el afuche, las castañuelas, las claves, el cencerro, el címbalo, el güiro, la matraca, la zambomba, la conga, el bongó, el vibraslap, la quijada, la tuntaina o victoria
En las orquestas se suele diferenciar entre:
- Percusión de parche
- Percusión de láminas
- Pequeña percusión

### Por el método de producción de sonido
Según otro criterio, se pueden clasificar en dos categorías que son:
- Membranófonos, que utilizan una membrana tensada o un poco suelta.
- Idiófonos, que sus propios cuerpos son los que producen la vibración y por tanto, el sonido, como el triángulo.

Esta clasificación tampoco es estricta; por ejemplo, la pandereta es un membranófono y un idiófono porque tiene ambos, en la piel y en los cascabeles. El mismo caso aplica a las pailas.

#### Membranófono
La mayoría de los instrumentos musicales comúnmente conocidos como tambor son membranófonos. Los membranófonos producen sonido cuando se golpea la membrana o la cabeza con una mano, un mazo, un palo, un batidor o una herramienta improvisada.
Ejemplos de membranófonos:
- Bombo
- Bongos
- Caja vallenata
- Conga
- Darbuka
- Djembe
- Mridangam
- Octoban
- Parai
- Pandero
- Pandero jarocho
- Pandereta
- Rototom
- Redoblante
- Tabla de lavar
- Thavil
- Timbal
- Tarolas tropicales
- Tom-tom
- Rugido de león
- Urumi (tambor)
- Máquina de viento

#### Idiófono
Los idiófonos producen sonidos a través de la vibración de todo el cuerpo del instrumento. Ejemplos de idiófonos:
- Campanas
- Bock-a-da-bock
- Cabasa
- Caja china
- Cajón
- Castañuelas
- Celesta
- Campanillas
- Claves
- Campana
- Cencerro
- Quijada
- Crash
- Crimbals de choque
- Crotales
- Daxofón
- Flexatone
- Güiro
- Campanas de mano
- Hi-hat
- Palo Lummi
- Maracas
- Marimba
- Campanas de orquesta
- Quadrangularis Reversum
- Carraca
- Cuencos cantores
- Tambor de hendidura
- Steelpan
- Platillo suspendido
- Tacos de templo
- Piano de pulgares (o Kalimba)
- Ride
- Triángulo
- Timbaletas
- Txalaparta
- Vibráfono
- Vibraslap
- Bloque de madera
- Xilófono

#### Cordófono
La mayoría de los instrumentos conocidos como cordófonos se definen como instrumentos de cuerdas, en los que su sonido se deriva de la vibración de una cuerda, pero algunos, como estos ejemplos, también entran dentro de los instrumentos de percusión:
- Hammered dulcimer, Cimbalom
- Onavillu
- Piano
- Birimbao
- Jhallari
- Kolitong
- Takumbo

#### Aerófono
La mayoría de los instrumentos conocidos como aerófonos se definen como instrumentos de viento en los que el sonido se produce al soplar una corriente de aire a través del objeto. Sin embargo, los aerófonos plosivos, como el udu, son instrumentos de percusión y también pueden solaparse con la familia de los idiófonos. En determinadas situaciones, como en una orquesta o conjunto de viento, los instrumentos de viento, como la sirena Acme  o diversos silbatos, son tocados por percusionistas, debido a su naturaleza poco convencional y sencilla.   
- Apito o silbato de samba
- Sirena
- Flauta de émbolo
- Udu
- Silbato o silbato policial

## Función
Los instrumentos de percusión pueden tocar no solo el ritmo, sino que pueden también en ocasiones interpretar la melodía y la armonía.
La percusión se conoce comúnmente como "la columna vertebral" o "el latido del corazón" de un conjunto musical, y a menudo trabaja en estrecha colaboración con los instrumentos de bajo, cuando están presentes. En el jazz y otros conjuntos de música popular, el pianista, el bajista, el baterista y, a veces, el guitarrista se denominan sección rítmica. La mayoría de las piezas clásicas escritas para orquesta completa desde la época de Haydn y Mozart están orquestadas para poner énfasis en los instrumentos de cuerda, instrumentos de viento de madera e instrumentos de viento de metal. Sin embargo, a menudo se incluye al menos un par de timbales, aunque rara vez tocan continuamente. Más bien, sirven para proporcionar acentos adicionales cuando es necesario. En los siglos XVIII y XIX, se utilizaron otros instrumentos de percusión (como el triángulo o los címbalos), de nuevo generalmente con moderación. El uso de instrumentos de percusión se hizo más frecuente en la música clásica del siglo XX.
En casi todos los estilos musicales, la percusión desempeña un papel fundamental. En las bandas de música militares y bandas de gaitas, es el ritmo del bombo el que mantiene a los soldados al paso y a una velocidad regular, y es la caja la que proporciona ese aire crujiente y decisivo a la melodía de un regimiento. En el jazz clásico, uno piensa casi inmediatamente en el ritmo distintivo de los hi-hats o el platillo ride cuando se pronuncia la palabra swing. En la cultura musical popular más reciente, es casi imposible nombrar tres o cuatro canciones de rock, hip-hop, rap, funk o incluso soul que no tengan algún tipo de ritmo percusivo que mantenga la melodía en el tiempo.
Debido a la diversidad de instrumentos de percusión, no es raro encontrar grandes conjuntos musicales compuestos exclusivamente por percusión. El ritmo, la melodía y la armonía están representados en estos conjuntos. Suelen empezar a tocarse a una edad más temprana en el caso de los individuos con más talento, comúnmente se empieza a tocar a los 10 - 12 años.

## Instrumento por su categoría
- Categoría de instrumentos de percusión
- Instrumento de viento
- Instrumento de cuerda
- Instrumento musical electrónico